# Barry Evans
Barry Joseph Evans (ur. 18 czerwca 1943 w Guildford, zm. 9 lutego 1997 w Claybrooke Magna) – brytyjski aktor, znany z telewizyjnych ról komediowych, zwłaszcza w serialach Doctor in the House i Mind Your Language.

## Życiorys
Jako małe dziecko został porzucony przez rodziców i dorastał w sierocińcach oraz szkołach z internatem. Naukę aktorstwa rozpoczął w Italia Conti Academy of Theatre Arts, a kontynuował w Central School of Speech and Drama. Swoją pierwszą stałą rolę telewizyjną otrzymał w 1964 w operze mydlanej Crossroads. W 1967 zagrał główną rolę w filmie Here We Go Round the Mulberry Bush, gdzie jego partnerkami były Angela Scoular i Judy Geeson. W latach 1969–1971 występował w roli głównej w sitcomie Doctor in the House i jego kontynuacji Doctor At Large, opowiadających o przygodach studentów medycyny, a później już młodych lekarzy. W 1975 zagrał główną rolę w sex comedy (był to popularny w latach 70. w brytyjskim kinie komercyjnym nurt filmów, balansujących na granicy komedii i filmu erotycznego) pt. Adventures of a Taxi Driver. W 1977 został obsadzony w sitcomie Mind Your Language, który zdobył dużą popularność w Wielkiej Brytanii i na rynkach zagranicznych.Opowiadał on o szkole wieczorowej, w której grupa cudzoziemców uczęszcza na kurs angielskiego, zaś zadanie zapanowania nad nimi przypada w udziale młodemu nauczycielowi, którego grał Evans.
W latach 80. kariera Evansa wyhamowała. Kojarzono go z postaciami młodzieńców, tymczasem był już czterdziestolatkiem i miał kłopoty z pozyskaniem ról lepiej pasujących do jego wieku. W 1986 zagrał w czwartej serii wznowionego po latach Mind Your Language, jednak nie odniosła ona sukcesu i produkcja nie była kontynuowana. Jego ostatnią rolą filmowo-telewizyjną był występ w filmie The Mystery of Edwin Drood z 1993 roku. Pod koniec życia zarabiał jako taksówkarz.

### Okoliczności śmierci
W lutym 1997 ciało aktora zostało przypadkiem odnalezione przez policjantów, którzy odwiedzili go w jego wiejskim domu w hrabstwie Leicestershire, aby powiadomić go o odzyskaniu jego skradzionego wcześniej samochodu. Sekcja zwłok wykazała obrażenia głowy, ale jednocześnie ustalono, iż w chwili zgonu Evans niewątpliwie był pijany. W śledztwie brano pod uwagę różne hipotezy, takie jak zabójstwo, samobójstwo lub nieszczęśliwy wypadek pod wpływem alkoholu. Zatrzymano na krótko 18-letniego podejrzanego, ale ostatecznie sprawę umorzono wskutek braku możliwości jednoznacznego ustalenia przebiegu zdarzeń. Aktor umierając miał 53 lata.